# Mečislovas Reinys
Mečislovas Reinys (Madagaskaras, 5. veljače 1884. – Vladimir, 8. studenoga 1953.) bio je litavski katolički naslovni nadbiskup i blaženik.

## Životopis
Studirao je u Vilniusu, Sankt-Peterburgu, Louvainu i Strasbourgu. U Vilniusu je djelovao kao vikar, kapelan i predavač u sjemeništu. Bio je član Litavske udruge za znanost te jedan od osnivača Litavske katoličke studentske organizacije.
Od 1925. do 1926. bio je litavski ministar vanjskih poslova. Godine 1926. posvećen je za biskupa. Za vrijeme druge sovjetske okupacije bio je osptužen 1947. za protusovjetsku djelatnost. Nakon više godina zatočeništva umro je 1953. godine u ruskom zatvoru u Vladimiru.

### Članci
- Dulskis, Romualdas. 2004. Sadašnje stanje Crkve u Litvi. Crkva u svijetu. Sveučilište u Splitu - Katolički bogoslovni fakultet. Split. 39 (3): 411–423